# Rudolph von Monschaw
Franz Rudolph Hubert Wilhelm Maria Josef Apollinar Ludwig Philipp von Monschaw (* 25. Februar 1826 in Unkel; † 29. März 1911 in Goch) war ein deutscher Offizier, Landwirt und Politiker.

## Leben
Von Monschaw war der Sohn des Hauptmanns Philipp von Monschaw und dessen Ehefrau Candida Paulina Antoinetta geborene Hörster (* 1785 in Bonn; † 10. Januar 1849 in Köln). Die Ehe wurde später geschieden. Er war katholisch und heiratete am 29. November 1854 in Goch Antoinette Henriette Josefine Strauven (* 28. Februar 1825 in Goch; † 5. Dezember 1907 ebenda).
Von Monschaw leistete seinen Militärdienst und schied als Landwehr-Hauptmann a. D. Aus dem aktiven Dienst aus. Er lebte danach als Ökonom in Goch.
Er wurde als stellvertretender Abgeordneter in den Provinziallandtag der Rheinprovinz gewählt. 1877 wurde er als Stellvertreter einberufen und nahm an den Landtagsberatungen teil. Von 1879 bis 1888 war er dann Abgeordneter für den Stand der Städte und die Städte Kleve, Goch, Wesel, Rheinberg, Orsoy, Moers, Xanten und Geldern. Auch nach der Wahlrechtsreform des Jahres 1888 blieb er bis 1903 Abgeordneter im Provinziallandtag, nun gewäht vom Kreistag des Kreises Kleve. Von 1882 bis 1892 war er für die Deutsche Zentrumspartei und den Wahlkreis Aachen 4 Abgeordneter im Preußischen Abgeordnetenhaus. Er unterstützte dort die Führung der Boxteler Bahn über Goch. Er gehörte auch dem Kreistag und dem Kreisausschuss an und war über 40 Jahre lang Mitglied im Kirchenvorstand.

## Auszeichnungen
Von Monschaw wurde zum päpstlichen Geheimkämmerer ernannt. 1897 wurde er mit der Roter Adlerorden 4. Klasse und 1905 mit dem Kronenorden 3. Klasse ausgezeichnet. Am 11. März 1902 ernannte ihn die Stadt Goch zum Ehrenbürger. Die Von-Monschaw-Straße in Goch ist nach ihm benannt.